# Green Sike
Der Green Sike ist ein Wasserlauf in Dumfries and Galloway, Schottland. Er entsteht westlich des Arkleton Hill fließt in südlicher Richtung. Er stellt den einzigen Zufluss und den einzigen Abfluss des Arkleton Lochan dar. Er mündet in den Arkleton Burn östlich des Weilers Arkleton.